# Morašice (district de Svitavy)
Pour les articles homonymes, voir Morašice.
Morašice (en allemand : Blosdorf) est une commune du district de Svitavy, dans la région de Pardubice, en Tchéquie. Sa population s'élevait à 738 habitants en 2024.

## Géographie
Morašice se trouve à 22 km au nord-ouest de Svitavy, à 38 km au sud-est de Pardubice et à 131 km à l'est-sud-est de Prague.
La commune est limitée par Cerekvice nad Loučnou, Nová Sídla et Tržek au nord, par Litomyšl et Osík à l'est, par Dolní Újezd et Vidlatá Seč au sud, et par Makov et Újezdec à l'ouest.

## Histoire
La première mention écrite du village date de 1226.

## Administration
La commune se compose de quatre sections :
- Morašice
- Lažany
- Řikovice
- Višňáry

## Galerie

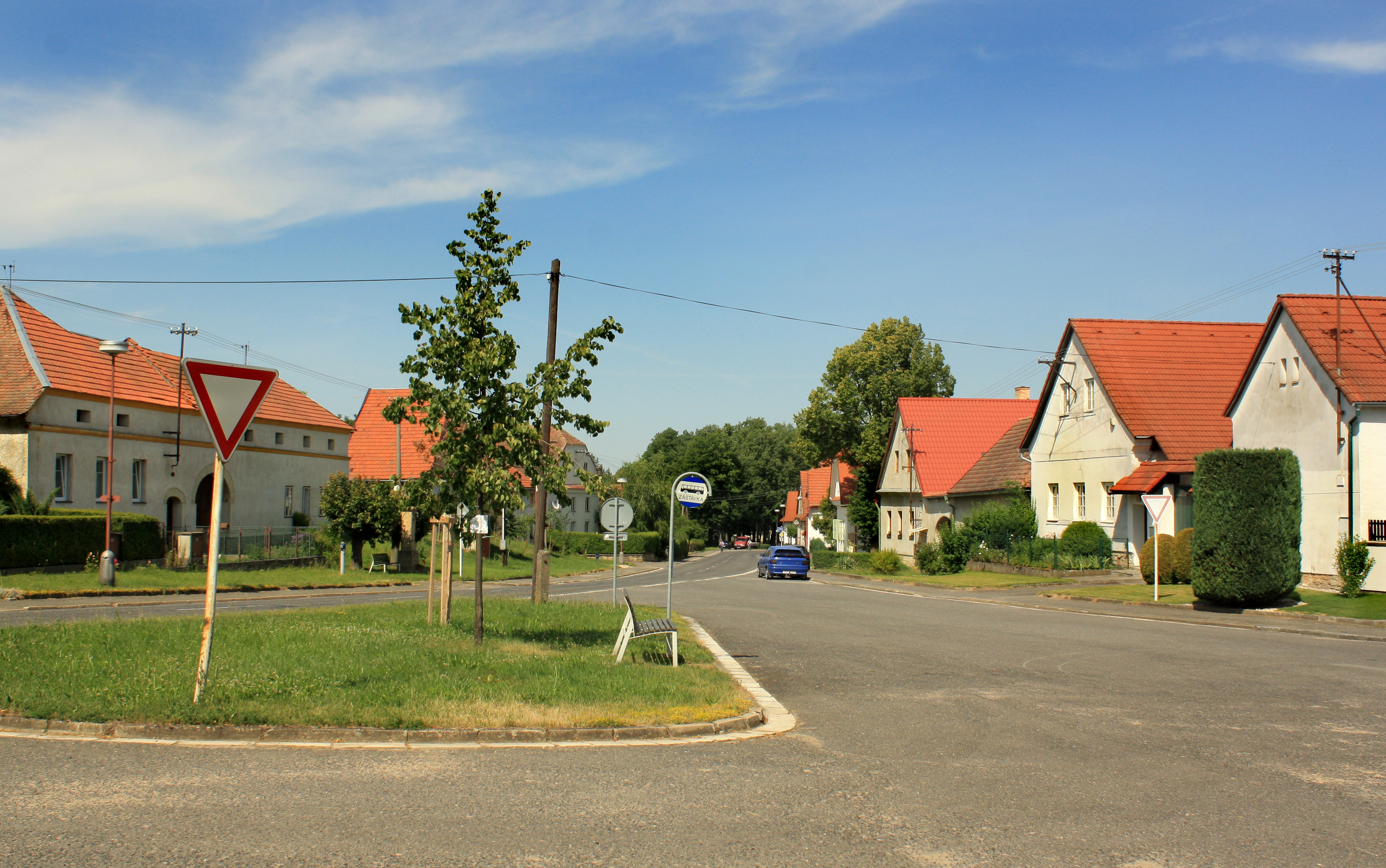
Morašice : centre du village.
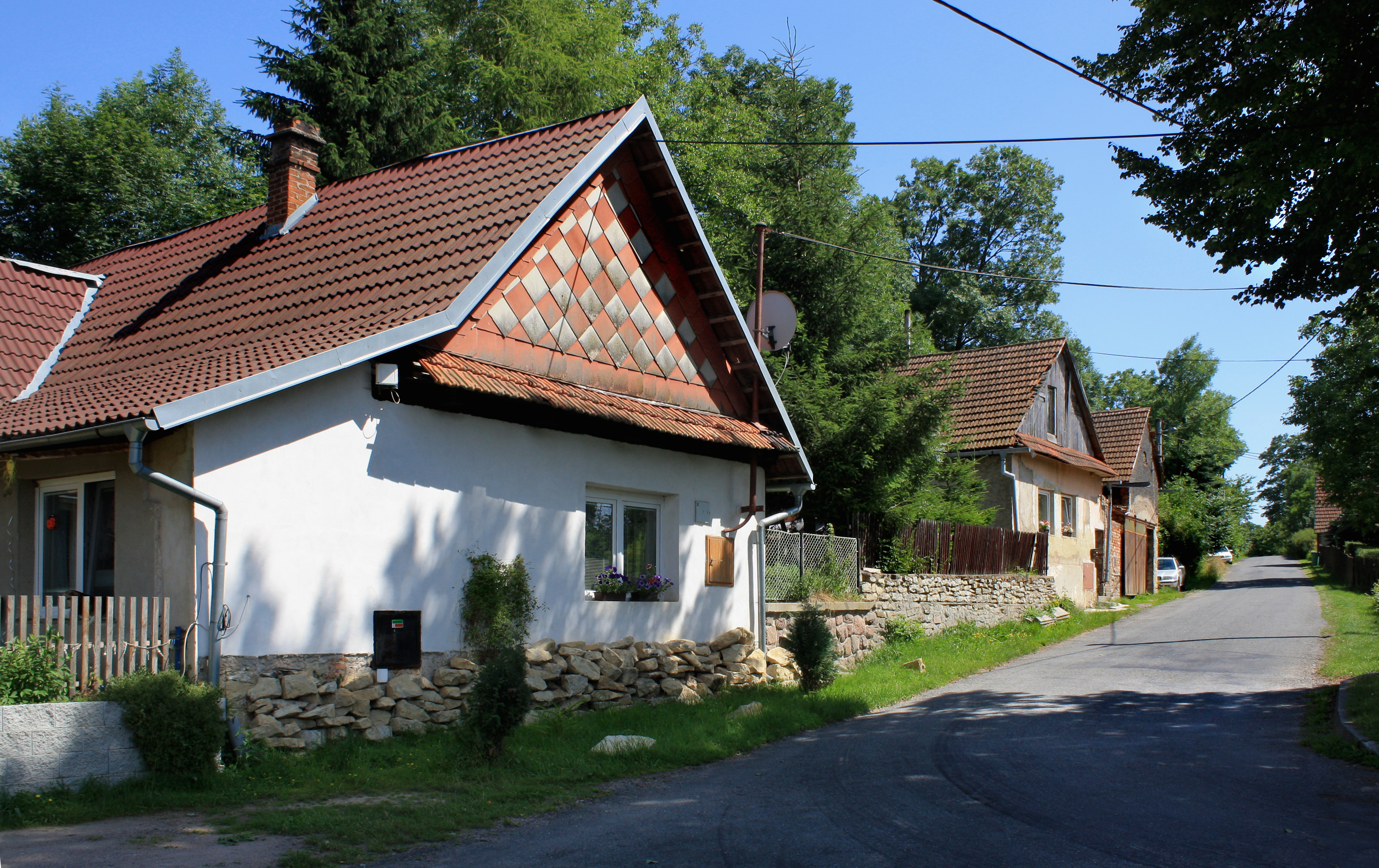
Řikovice.

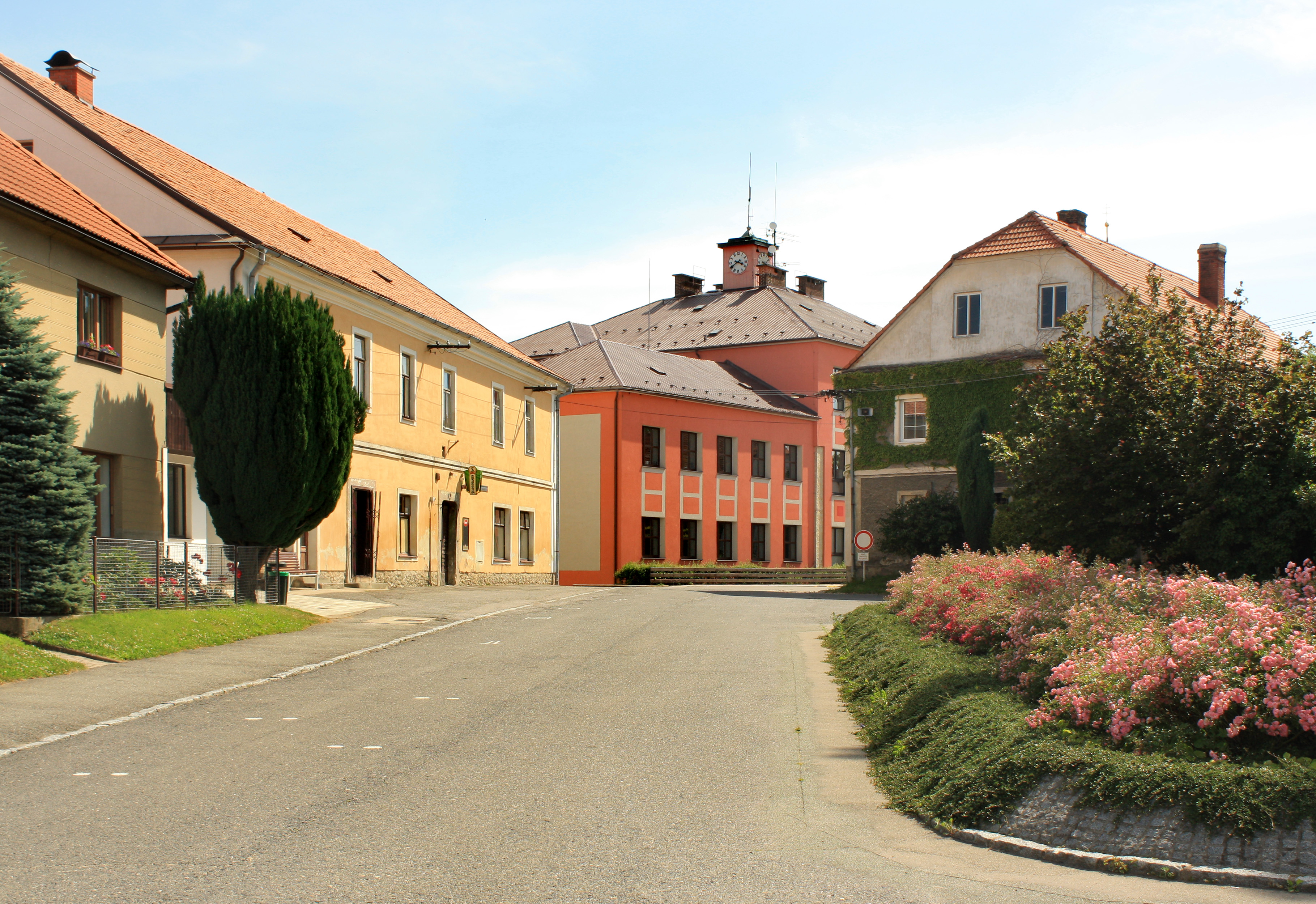
Restaurant et ancienne école.
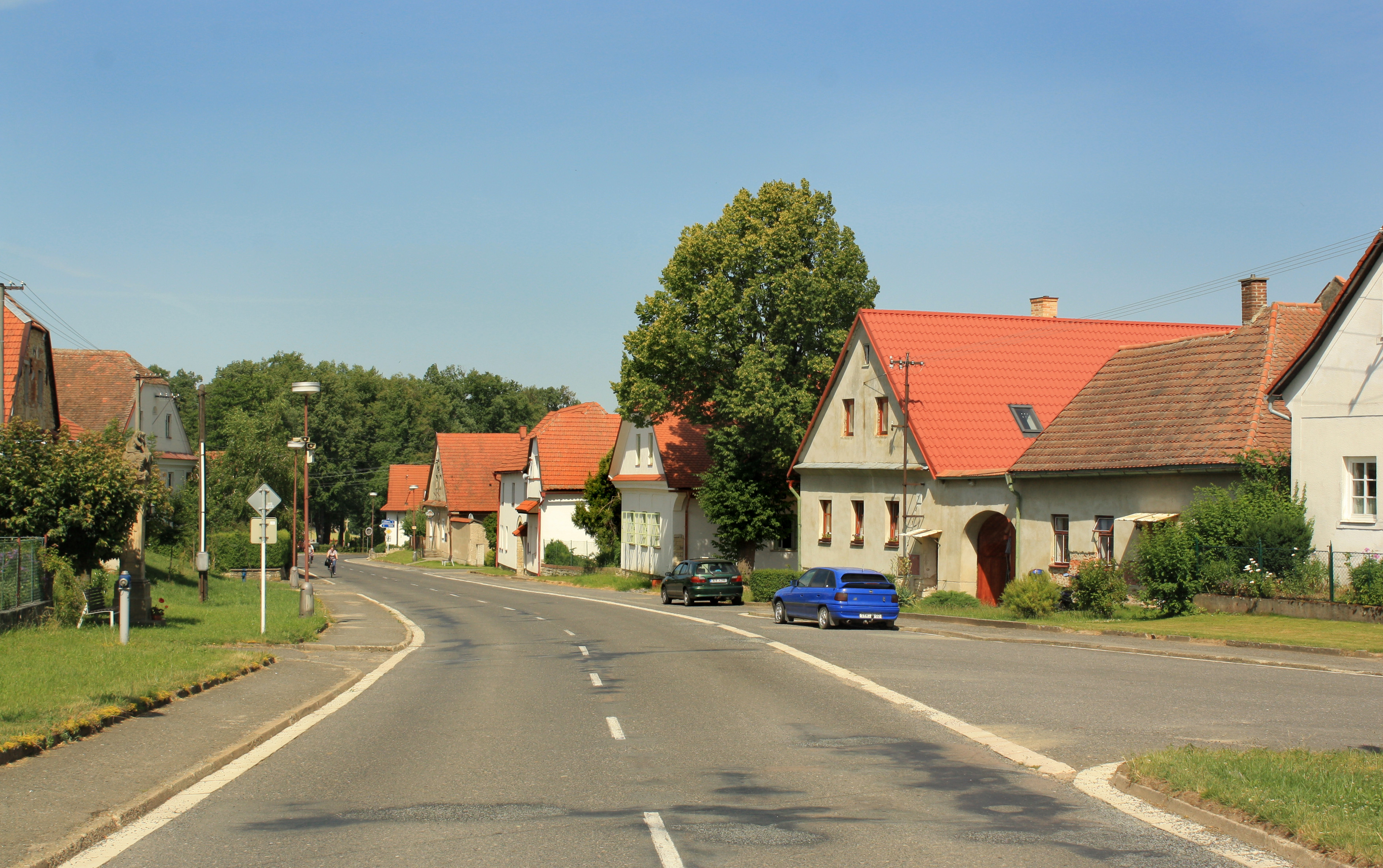
Route no 358 à Morašice.

## Transports
Par la route, Mladějov na Moravě se trouve à 8,5 km de Litomyšl, à 25 km de Svitavy, à 47 km de Pardubice et à 160 km de Prague. 